# Distretto di Camenca
Il distretto di Camenca è uno dei 5 distretti della Transnistria, repubblica autoproclamata all'interno della Moldavia con capoluogo Camenca di 27.284 abitanti al censimento 2004.
È il più settentrionale dei distretti ed è situato lungo il fiume Nistro.

## Geografia antropica

### Suddivisioni amministrative
Il distretto è composto da 1 città e 12 comuni:

#### Città
1. Camenca

#### Comuni
1. Caterinovca
2. Crasnîi Octeabri
3. Cuzmin
4. Hristovaia
5. Hrușca
6. Ocnița
7. Podoima
8. Rașcov
9. Rotari
10. Severinovca
11. Slobozia-Rașcov
12. Valea Adîncă